# 김시만
김시만(한국 한자: 金時萬, 1975년 5월 3일 ~ )은 대한민국의 전 축구 선수이며, 포지션은 공격수였다.